# Dinastia da Baviera
A dinastia da Baviera foi composta pelos reis lombardos, que eram descendentes de Garibaldo I da Baviera, o duque agilolfinga da Baviera.  Eles vieram para governar os lombardos com a filha de Garibaldo Teodelinda, que se casou com o rei lombardo Autário em 588.
Os bávaros (em italiano: dinastia bavarese) foram realmente um ramo da angilofingos, e formaram dois ramos: o ramo descendente da linha feminina através do filho mais velho Garibaldo e da filha, Teodelinda, e o ramo descendente do filho mais velho Garibaldo ou Gundobaldo, duque de Asti. Do primeiro ramo, apenas Adaloaldo, filho Teodelinda por seu segundo marido, Agilolfo, reinou, apesar de seu outro genro Arioaldo (casado com sua filha Gundiberga) ter também governado. Através de Gundobaldo, seis reis reinaram em sucessão, com uma sequência quebrada apenas pelo usurpador Grimoaldo, que se casou com a neta Gundobaldo.

## Primeira restauração
- Ariberto I (653-661), filho de Gundobaldo
- Godeberto (661-662), filho mais velho do anterior, em conjunto com

## Segunda restauração
- Bertário (661-662 / 672-688), segundo filho de Ariberto I, conjuntamente com acima de 662 até
- Alagísio (688-689)
- Cuniberto (688-700), filho do anterior
- Liuberto (700-701), filho do anterior
- Regimberto (701), filho de Godeberto
- Ariberto II (701-712), filho do anterior